# Kaasboerderij Hoogerwaard
Boerderij Hoogerwaard is een 17e-eeuwse Oudhollandse boerderij van het type Hallenhuis in Ouderkerk aan den IJssel in de Krimpenerwaard midden in het Groene Hart van Nederland. Op de kaasmakerij wordt zowel boeren Goudse kaas gemaakt.
Boerderij Hoogerwaard is een typisch voorbeeld van de veranderingen in de agrarische sector in Nederland, met name in het westen van het land, aan het begin van de 21e eeuw. Omdat gelet op de beperkingen, die zeker in het Groene Hart gelden, een goede rentabiliteit van een boerenbedrijf nauwelijks meer mogelijk is, is moeten andere inkomstenbronnen naast de landbouw of veeteelt gezocht worden. Het openstellen van het bedrijf voor toeristische bezoeken aan bijvoorbeeld een kaasmakerij, klompenmakerij maar ook het laten spelen van boerengolf op de weilanden en akkerlanden van de boerderij  zijn daar de meest voorkomende voorbeelden van.